# Сан-Бениньо-Канавезе
Сан-Бениньо-Канавезе (итал. San Benigno Canavese) — коммуна в Италии, располагается в регионе Пьемонт, в провинции Турин.
Население составляет 5307 человек (2008 г.), плотность населения составляет 225 чел./км². Занимает площадь 22 км². Почтовый индекс — 10080. Телефонный код — 011.
Покровителем коммуны почитается святой Тибурций (San Tiburzio), празднование 14 июля.

## Демография
Динамика населения:

## Администрация коммуны
- Официальный сайт: https://web.archive.org/web/20060507135521/http://www.comunesanbenigno.it/